# Raul Ciupe
Raul Axente Ciupe (* 24. November 1983 in Cluj-Napoca) ist ein rumänischer ehemaliger Fußballspieler.

## Karriere
Die Karriere von Ciupe begann im Jahr 2003 bei Gaz Metan Mediaș in der Divizia B. Im Sommer 2004 verpflichtete ihn Erstliga-Aufsteiger Sportul Studențesc. Dort kam er nach 15 Einsätzen in der Saison 2004/05 in der Spielzeit 2005/06 nicht mehr zum Zuge. Nach dem Lizenzentzug am Saisonende blieb er Sportul treu. In der Liga II wurde er zum Stammspieler und schaffte mit seiner Mannschaft den Wiederaufstieg 2010. Die Saison 2010/11 endete auf dem letzten Tabellenplatz und Ciupe verließ den Klub zum FC Brașov. Im Sommer 2012 schloss er sich Universitatea Cluj an. Mit „U Cluj“ kämpfte er in den folgenden Jahren stets um den Klassenerhalt. In der Saison 2014/15 musste er mit seinem Team absteigen. Gleichzeitig erreichte der das rumänische Pokalfinale, unterlag dort aber Steaua Bukarest mit 0:3.
Im Sommer 2015 verließ Ciupe Cluj und wechselte zum FC Viitorul Constanța. Dort kam er in der ersten Hälfte der Saison 2015/16 nur sechs Mal zum Einsatz. Anfang 2016 kehrte er nach Cluj zurück. Nach dem Abstieg des Klubs aus der Liga II wechselte er zum Lokalrivalen Sănătatea Cluj in die Liga III.

## Erfolge
- Rumänischer Pokalfinalist: 2015
- Aufstieg in die Liga 1: 2010